# Phellinus sonorae
Phellinus sonorae är en svampart som beskrevs av Gilb. 1979. Phellinus sonorae ingår i släktet Phellinus och familjen Hymenochaetaceae.   Inga underarter finns listade i Catalogue of Life.